# فینال‌های ان‌بی‌ای ۲۰۲۰
فینال‌های ان‌بی‌ای ۲۰۲۰ (به انگلیسی: 2020 NBA Finals)، سری قهرمانی لیگ بسکتبال حرفه‌ای آمریکا (ان‌بی‌ای) در فصل ۲۰–۲۰۱۹ و پایان‌بخش پلی‌آف‌های این فصل بود. در این سری، لس آنجلس لیکرز (قهرمان کنفرانس غرب) توانست میامی هیت (قهرمان کنفرانس شرق) را با نتیجه ۴–۲ شکست دهد و هفدهمین عنوان قهرمانی کلی در تاریخ خود را کسب کند. لیکرز همچنین تنها تیم تاریخ ان‌بی‌ای شد که در تمام بازی‌هایی که در پایان کوارتر سوم پیشتاز بودند، بدون شکست باقی ماندند و با رکورد ترکیبی ۵۷–۰ در فصل عادی و پلی‌آف، تاریخ‌ساز شدند.
لبرون جیمز، بازیکن لیکرز، برای چهارمین بار در کارنامه‌اش عنوان باارزش‌ترین بازیکن فینال‌ها (MVP) را کسب کرد. او اولین و تنها بازیکن تاریخ ان‌بی‌ای است که با سه تیم مختلف، MVP فینال شده است (دو بار با هیت، یک بار با کاوالیرز و یک بار با لیکرز) و به همراه دنی گرین، سومین بازیکنانی هستند که با سه تیم متفاوت قهرمان ان‌بی‌ای شده‌اند. جیمز این جایزه را با رأی‌گیری اتفاق‌آرا (۱۱–۰) و با میانگین ۲۹٫۸ امتیاز، ۱۱٫۸ ریباند و ۸٫۵ پاس منجر به امتیاز در هر بازی و پرتوال مؤثر ۵۹٪ به دست آورد.
جینی باس، رئیس لیکرز، به نخستین مالک زنی تبدیل شد که تیمش را به قهرمانی ان‌بی‌ای رساند.